# المدرسة الوطنية للإدارة (المغرب)
المدرسة الوطنية للإدارة (بالفرنسية: L'École nationale d'administration du Maroc) (ENA Rabat) هي مدرسة مغربية أُنشئت في 8 مارس 1948 من قبل السلطان محمد الخامس بن يوسف، بهدف تدريب المديرين التنفيذيين المستقبليين للإدارة العامة.
منذ عام 2015 دُمجت المدرسة مع المعهد العالي للإدارة لتصبح المدرسة الوطنية للإدارة.
خضعت المدرسة لتغيرات من حيث شروط الوصول وبرامج التدريب وأدوات التدريس الخاصة بها، وأُجريت سلسلة من الإصلاحات (1972 و 1975 و 1979 و 1993 و 2000)، أخذ تدريب خريجيها في الاعتبار مطالب الإدارة العامة المغربية، وقد ساهمت في التطوير والتحديث والارتقاء التي تشهدها الإدارات العامة اليوم.
تتمتع المدرسة الوطنية للإدارة بخبرة طويلة ولديها فريق من المدربين والخبراء في جميع التخصصات المتعلقة بالإدارة العامة، ولديها شبكة من الخبراء الذين جهزتهم لبرامج التدريب.
واكبت وكالة الأنباء الوطنية تطوير الإدارة العامة ودعمت الإصلاحات الإدارية التي نفذتها الحكومة، وساهمت في تطوير وتحسين الإدارة العامة وتقنيات إدارة الموارد البشرية داخل الإدارات.

## التدريب
منذ إصلاح عام 2000، نُظم التدريب في في المدرسة الوطنية للإدارة في أربع دورات:
- الدورات التحضيرية: دورات اختيارية تضيف تدريبًا إضافيًا في العلوم القانونية والاقتصادية والاجتماعية.

- دورة التدريب على التنظيم الإداري: دورة التخصص في الإدارة والدبلوماسية والاقتصاد والتمويل.

- الدورة العليا في التنظيم الإداري: التدريب على إدارة الموارد البشرية، وطرق دراسة المشروع، ومراجعة الشؤون الجارية، والتدقيق، والاستشارات وتقنيات الاتصال.

- دورات التعليم المستمر: يستهدف هذا التدريب المديرين التنفيذيين في القطاعين العام والخاص، ويغطي تحديث تقنيات الإدارة والتسيير والإدارة العامة، وإدارة الموارد البشرية، والإدارة والتنمية المحلية وتقانة المعلومات وأتمتة المكاتب في المغرب.

## المدراء السابقون
- الوافي الصقلي
- عبد الرحمن بن عبد النبي: 1 نوفمبر 1967[1]

## روابط خارجية
- الموقع الرسمي للمدرسة الوطنية للإدارة